# التخطيط الإستراتيجي للأهداف

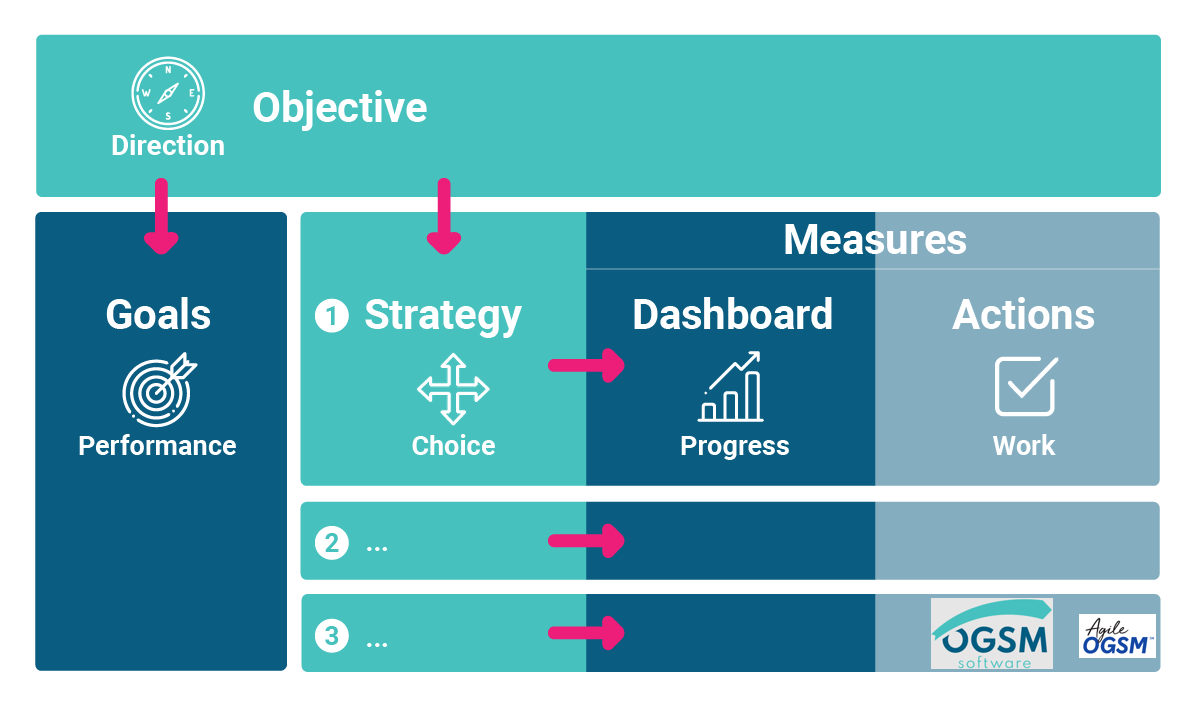
نظرة عامة على OGSM حول كيفية إعداد لوحة OGSM

الرؤية، الأهداف الإستراتيجية الذكية الرؤية، الإستراتيجيات وكل ما يحقق الأهداف الذكية (منتجات - خدمات - مشاريع - مبادرات) ومؤشرات أداء لقياس مدى التقدم في تحقيق الأهداف الذكية وإستراتيجياتها (OGSM) أداة فعالة تستخدم للتخطيط الإستراتيجي والتي تقدم أهداف إستراتيجية مباشرة وواضحة لتحقيق الرؤية ومن ثم التعرف على الإستراتيجيات والأدوات المناسبة لتحقيق الأهداف الإستراتيجية ثم وضع مؤشرات قياس رئيسية للأداء التي من خلال متابعتها سوف يتم التأكد من أن الأهداف الإستراتيجية وإستراتيجتها سوف تحقق الرؤية المنشودة لفريق المنظمة من خلال تظافر الجهود بين جميع الإدارات والأقسام والوظائف في كافة أرجاء المنظمة.
ومن خلال تتبع تاريخ هذه الأداة OGSM سوف نجد أنها وضعت خلال احتلال اليابان بعد الحرب العالمية الثانية ومنذ ذلك الحين تم اعتمادها من قبل العديد من ال 500 شركة الأكثر ربحية.

وبشكل محدد تقوم شركة P&G  بروكتر اند جامبل تستخدم هذه  الأداة في سبيل تحقيق أهدافها من خلال موائمة الجهود من قبل فريق عملها  متعدد الجنسيات حول العالم..